# Manuel María Marcó del Pont
Manuel María Marcó del Pont (Vigo, 1771-1837) fue un militar español, brigadier y comandante general del Ejército Español, caballero de la Orden de Alcántara, caballero de la Orden de San Hermenegildo y condecorado con el Escudo de la Fidelidad y la Medalla de Oro de la Batalla de Bailén.

## Vida
Hijo del célebre don Buenaventura Marcó del Pont y Bori, y de Juana Ángel y Méndez. Fue hermano de los célebres asimismo Ventura Miguel, Juan José (Ministro de Hacienda carlista), Francisco Casimiro y Pedro Angel Marcó del Pont y Angel. Recibió una educación acorde con su condición de noble.

### Carrera militar
Incorporado al ejército en 1790, destacó durante la  Guerra del Rosellón y las Campañas de la Cerdaña al mando del General Ricardos y de Agustín de Láncaster en 1793-1794. Participó en la campaña de Montella en 1795, asimismo en la Guerra de Portugal y funciones de Arronchel bajo el mando del Príncipe de la Paz. En el ataque de Villanueva la Reyna el 16 de junio de 1808, en la batalla de Bailén bajo el mando del general Castaños de 19 de junio de 1808. En la retirada de Logroño, en la de Nalda, en Cuenca en diciembre de 1808. En la acción de Vélez el 13 de enero de 1809. En la retirada de Sierra Morena a Badajoz en enero y febrero de 1810. En el socorro de la plaza de Olivenza en enero de 1811. En la salida de la plaza de Badajoz a los molinos al frente del ejército enemigo en cuya acción consiguió entrar en la plaza la harina que había en ellos, a pesar de estar los enemigos apoderados de ellos a últimos de febrero del mismo año. En todo el sitio de Badajoz al mando del duque de Castroterreño hasta su rendición en que fue hecho prisionero y conducido a Francia donde permaneció fiel hasta la paz en que regresó a España. Habiéndose purificado en Madrid y en la misma plaza del tiempo que duró el gobierno constitucional, en 21 de enero de 1825.

### Comisiones y condecoraciones
Desde 14 de julio de 1815 hasta fin de diciembre del mismo se halló mandando los regimientos de Mérida y Extremadura siendo de la clase de agregado en virtud de la orden del capitán general de la provincia de Extremadura, duque de Castroterreño, y aprobación del inspector general del Arma. Por Real Decreto de 18 de diciembre del mismo año SM Fernando VII se dignó nombrarle caballero de la Orden de San Hermenegildo. Por real cédula usa del distintivo de la Medalla de Bailén. En 6 de abril de 1825 se le expidió el diploma del Escudo de Fidelidad. En 24 de mayo de 1825 fue nombrado por Real Orden Presidente de la Junta de Purificación de Sargentos, Cabos y Soldados de Infantería Inválidos y dispersos existentes en la provincia de Castilla la Nueva cuyo cargo desempeñó hasta septiembre de 1826, también por Real Orden de 10 de septiembre de 1826 le nombró SM Jefe de Brigada de Voluntarios Realistas del Reino de Valencia, al mando del marqués de Viluma, el cual desempeña hasta la fecha (1831). Por Real despacho de 9 de diciembre de 1826 le condecoró SM con la cruz y la placa de la Orden de San Hermenegildo, por real decreto de 9 de diciembre de este año fue destinado de cuartel a la plaza de San Sebastián de Guipúzcoa.

### Matrimonio y Familia
Contrajo matrimonio en 1830 con doña María Teresa de Iturralde y de Guilisasti, de origen noble e hija de conocidos comerciantes de San Sebastián y familiares del Santo Oficio.